# Kankaanpäänjärvi
Kankaanpäänjärvi är en sjö i kommunen Mänttä-Filpula i landskapet Birkaland i Finland. Arean är 27 hektar och strandlinjen är 3,97 kilometer lång.  Den  ingår i Kumo älvs huvudavrinningsområde.  Sjön ligger omkring 60 kilometer nordöst om Tammerfors och omkring 200 kilometer norr om Helsingfors. 
I sjön finns ön Pajusaari. 